# Вадим Делоне
Вадим Николаевич Делоне (на руски: Вади́м Никола́евич Делоне́) е руски поет и дисидент, участник в две ярки протестни акции: митинга на площад „Пушкин“ в Москва през 1967 г. и „демонстрацията на седемте“ на Червения площад против интервенцията в Чехословакия през 1968 г. 

## Биография

### Семейство и ранни години
Роден е на 22 декември 1947 г. в Москва. Потомък е на фамилия с изявени учени: баща му Николай Борисович Делоне е физик, доктор на физико-математическите науки, дядо му Борис Николаевич Делоне е математик, член-кореспондент на Академията на науките на СССР, описал първи т. нар. Триангулация на Делоне, а прадядо му е математикът Николай Борисович Делоне. Брат му е Михаил Николаевич Делоне. Фамилното име идва от френския офицер Делоне, който при Наполеоновия поход в Русия (1812 г.) е пленен, жени се за дворянка от рода Тухачевски и остава в Русия.
Учи в московското специално математическо училище номер 2, едно от най-добрите в страната, но го напуска и завършва вечерно училище като външен ученик. Започва да пише стихове на 13-годишна възраст. Постъпва във Филологическия факултет на Московския държавен педагогически институт. Работи като сътрудник на свободна практика в „Литературная газета“. Ранните му стихове се разпространяват от самиздат, някои от тях са публикувани в чужбина.

### Политическа активност
През 1966 г. е изключен от Педагогическия институт и от Комсомола заради писмо до Идеологическата комисия на ЦК на КПСС с искане за узаконяване на литературната асоциация СМОГ. Привикан е на „беседа“ в КГБ, където му е препоръчано по-малко да общува с Буковски, Галансков и др. 
На 22 януари 1967 г. той заедно с Буковски, Евгений Кушев и Виктор Хаустов участва в демонстрация на площад „Пушкин“ срещу арестите на Александър Гинзбург, Юрий Галансков, Алексей Доброволски и Вера Лашкова (довели до т.нар. процес на четиримата през януари 1968 г.). На 1 септември 1967 г. е осъден на 1 година условно.
След освобождаването от затвора заминава за Академгородок край Новосибирск , където живее при приятеля на дядо си, академик А. Д. Александров. Постъпва в Новосибирския университет. Продължава да пише стихове, участва в местни конкурси за млади поети.
В началото на 1968 г., след процеса срещу Гинзбург и Галансков, той изпраща отворено писмо до „Литературная газета“ и „ Комсомолская правда“, адресирано до „съветската, международната комунистическа и прогресивна общественост“. В него става дума за демонстрацията на площад Пушкин на 22 януари 1967 г. и причините за нейното провеждане; подчертава се, че Гинзбург и Галансков, подобно на Буковски и Хаустов, са хора с истинска гражданска смелост, борци за демократизация и човешки права (писмото е публикувано от нюйоркския вестник „Новое руское слово“ на 20 октомври същата година).
През юни 1968 г. във вестник „Вечерний Новосибирск“ се появява статия (“В кривото огледало“) с нападки срещу „изкривяващата съветската действителност“ поезия на Делоне. По същото време той напуска университета и се връща в Москва.
На 25 август 1968 г. Вадим Делоне и още седмина дисиденти участват в демонстрация на Червения площад срещу въвеждането на съветски войски в Чехословакия , Делоне и Павел Литвинов държат прочутия транспарант с думите „ЗА ВАШУ И НАШУ СВОБОДУ“ („За вашата и нашата свобода“).
Арестуван е и обвинен по член 190-1 от Наказателния кодекс на РСФСР (Разпространение на умишлено фалшиви измислици, дискредитиращи съветската държавна и социална система). Той не се призна за виновен. В последната си дума Вадим казва: „За пет минути свобода на Червения площад мога да се разплатя с години затвор ...“ Призовава съда „не за снизходителност, а за сдържаност“. Защитната реч на адвокат В. Калистратова , според съвременниците, е оказала малко влияние върху решението на съда. 
Осъден е на 2 години и 10 месеца в лагерите. Излежава срока си в лагер в Тюменска област. Освободен е в края на юни 1971 г. след изтърпяване на присъдата.
На 3 януари 1973 г. в Москва съпругата на Делоне, Ирина Михайловна Белогородская, е арестувана по делото „Хроника на текущите събития. Впоследствие тя е помилвана в очакване на съдебен процес. През ноември 1975 г. Делоне емигрира от СССР с жена си.
Живее в Париж, където умира в съня си от сърдечна недостатъчност на 13 юни 1983 г.

### Литературна дейност
Ранните стихове на Делоне се разпространяват в самиздат, някои от тях попадат в чужбина (на процеса през 1967 г. се споменава неговото „политически вредно“ стихотворение „Баладата за неверието“, което авторът предава на Запад чрез „емисаря на НТС”). Първата му чуждестранна публикация е в списание „Грани“ № 66 (1967). 
Докато съветската преса атакува „изкривяващата съветска реалност“ поезия на Делоне, Корней Чуковски в писмо до дядото на Делоне говори за „силно лирическо ядро“ в поезията му, „объркване на чувствата“ и понякога „зряла“, „артистична“ форма.
През 1979 г. парижкото списание Echo публикува откъс от повестта на Делоне за лагера „Портрети в бодлива рамка“. През 1984 г., след смъртта му, е издаден сборникът „Стихове. 1965 – 1983“ и отделно издание на разказа.
През 1984 г. му е присъдена посмъртно литературната награда „Дал“.
От 1989 г. стиховете му започват да се публикуват в СССР, а през 1993 г. в Омск е преиздадена и повестта „Портрети в бодлива рамка“.

## Публикации
- Грани, № 66 (1967); Что-то в белых снегах беспокойно // Континент, № 9 (3/1976);
- Стихи // Континент, № 16 (2/1978);
- Баллада о судьбе // Континент, № 22 (4/1979);
- Неотправленное письмо // Континент, № 34 (4/1982);
- Портреты в колючей раме: Лондон, Overseas Publications Interchange Ltd, 1984; Аврора, № 5–6, 1991; Москва, Ад Маргинем Пресс, 2013.
- Стихи. Париж, 1985. Огонек, № 38, 1989; Дружба народов, № 5, 1990; Юность, № 2, 1991. Стихи; Роман, стихи. Омск, 1993.
- Делоне Вадим Николаевич. Публикации

## Външни връзки
- Могилы ушедших поэтов
- Биография и стихи на сайте „Антология самиздата“
- Биография, стихи и 2 предисловия на сайте Омского гос. университета
- Наталья Горбаневская: Что помню я о демонстрации (кусок про В. Делоне)
- Крохин Ю. Души высокая свобода: Вадим Делоне
- Елена Васильева. Русский поэт на дуэли, Премьера канала „Культура“.
- А. Г. Раппопорт. Вадим Николаевич Delaunay – Делоне
- Документальный телефильм „Дуэль Вадима Делоне“ на канале „Культура“
- О демонстрации на Красной площади 25 августа 1968. Записка КГБ.
- О завершении и передаче в суд дела БОГОРАЗ-БРУХМАН, ЛИТВИНОВА, БАБИЦКОГО, ФАЙНБЕРГА, ДРЕМЛЮГИ и ДЕЛОНЕ. Записка КГБ в ЦК Архив на оригинала от 2018-07-29 в Wayback Machine.
- О результатах суда по делу БОГОРАЗ-БРУХМАН, ЛИТВИНОВА, ДЕЛОНЕ, ДРЕМЛЮГИ, БАБИЦКОГО. Записка КГБ Архив на оригинала от 2018-07-29 в Wayback Machine..